# Siluro a lenta corsa

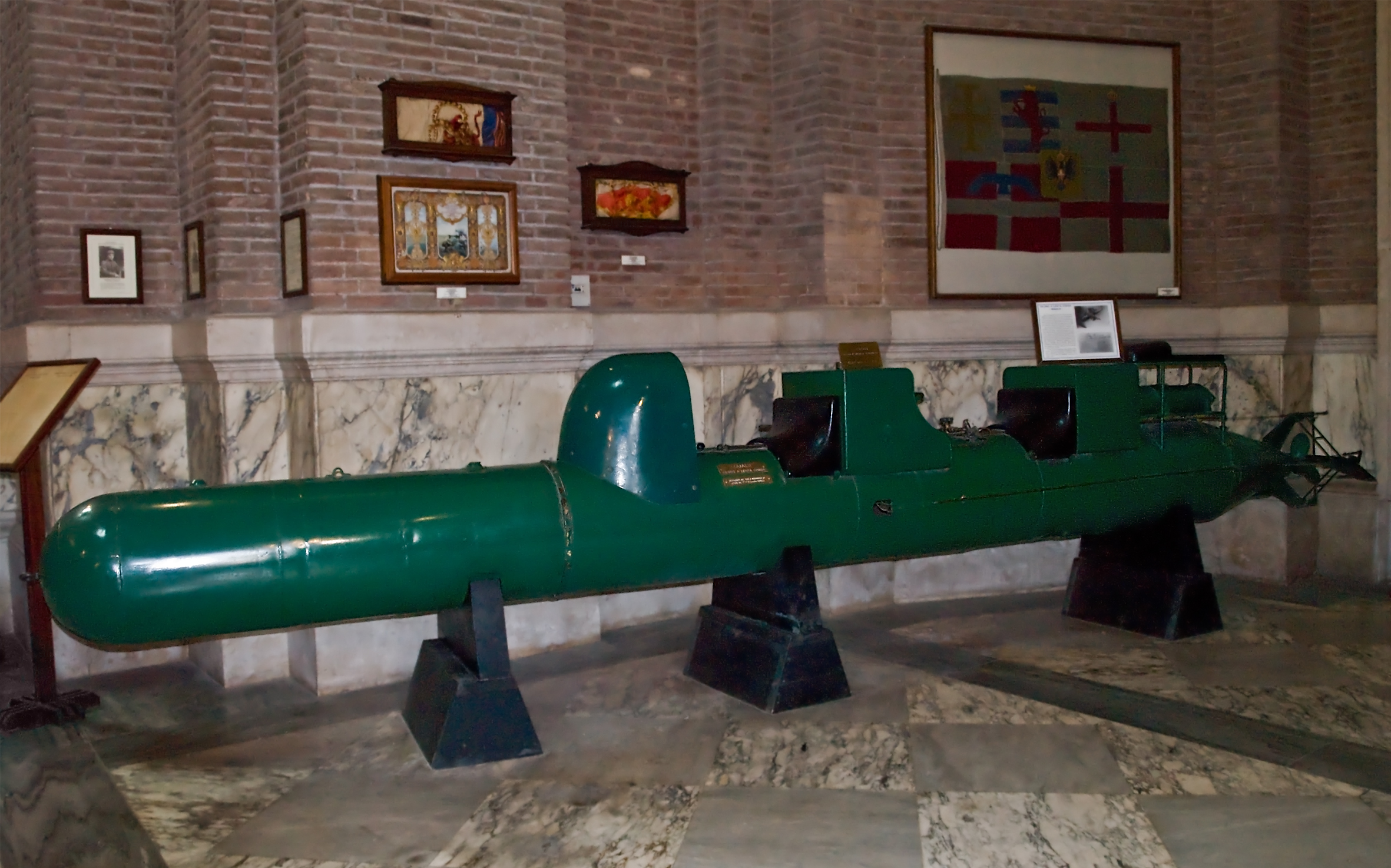
Un esemplare di siluro a corsa lenta o SLC, anche chiamato «maiale». Quello raffigurato si trova al Sacrario delle bandiere delle Forze Armate presso il monumento a Vittorio Emanuele II, a Roma.

Il siluro a lenta corsa (sigla SLC), conosciuto anche come "maiale", fu un siluro umano utilizzato come mezzo d'assalto subacqueo della Regia Marina. Dalla forma simile a un siluro, era adattato a trasportare a cavalcioni, a bassa velocità, due operatori muniti di respiratori subacquei autonomi e una carica esplosiva da applicare occultamente alla carena della nave avversaria all'ormeggio.
Venne usato dalle Flottiglie MAS della Regia Marina italiana durante la seconda guerra mondiale per azioni di sabotaggio contro navi nemiche, spesso ancorate in porti militarmente difesi.

## Storia
Il siluro a lenta corsa è derivato dalla mignatta di Raffaele Rossetti, usata nella prima guerra mondiale per affondare la corazzata austriaca Viribus Unitis. Il soprannome "maiale" fu adottato come nome in codice da Tesei per proteggere la segretezza del mezzo. L'idea nacque durante un'esercitazione, quando un marinaio, esasperato, usò questo termine per riferirsi al siluro.

Teseo Tesei, l'ufficiale del Genio inventore del "maiale", Medaglia d'Oro alla memoria

Questo progetto di derivazione fu ideato nel 1935 dai capitani del Genio Navale palombaro Teseo Tesei ed Elios Toschi. Teseo Tesei morì successivamente in azione con un suo maiale a Malta. I primi due prototipi di SLC furono testati nell'ottobre 1935, alla Spezia alla presenza di Mario Falangola che dirigeva all'epoca l'Ispettorato Sommergibili.. Falangola ne fu talmente entusiasta da commissionare la costruzione di altri due Slc. Nel 1939 il reparto della marina che si addestrava all'uso del SLC fu trasferito in una base segreta situata a Bocca di Serchio; proprio sul Serchio e nel tratto di mare antistante la foce del fiume, nel corso di ripetuti test di addestramento, l'arma fu perfezionata (vedi anche Mario Giorgini e Gino Birindelli). 
Il 19 dicembre 1941 i maiali (usati dalla Xª Flottiglia MAS) effettuarono la loro azione più nota, l'affondamento delle navi da battaglia britanniche HMS Valiant e HMS Queen Elizabeth  e il danneggiamento di una nave cisterna e di un cacciatorpediniere ad Alessandria. I tre "maiali" erano stati trasportati vicino alla base nemica dal sommergibile Sciré all'interno di tre cilindri collocati in coperta. Ma gli italiani usarono come base di partenza dei maiali e poi anche degli operatori "Gamma" anche la nave italiana Olterra, internata ad Algesiras, I militari italiani, per riuscire a fornire questi facendoli passare inosservati, dovevano smontarli e trasportarne i vari pezzi separatamente fino a destinazione, dove poi venivano rimontati.
Numerose azioni militari furono compiute dai maiali nel corso della seconda guerra mondiale, anche da parte dei britannici che crearono i Chariots copiandoli dagli esemplari italiani catturati, ma anche come i Kaiten della Marina imperiale giapponese nelle fasi finali della seconda guerra mondiale intraprendendo attacchi suicidi. e non con lo stesso successo ottenuto dai mezzi italiani.

## Caratteristiche

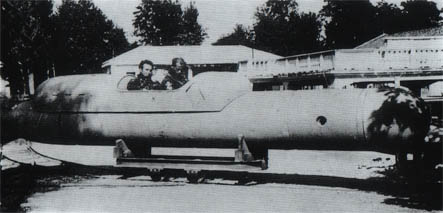
Il Siluro San Bartolomeo

I primi siluri a lenta corsa elaborati poco prima dello scoppio della seconda guerra mondiale, erano lunghi 7,30 m e avevano un motore elettrico di 1,6 hp di potenza; l'alimentazione era fornita da una batteria d'accumulatori. La velocità massima era di 3 nodi con un'autonomia di circa 15 miglia alla velocità di 2,5 nodi.
Il trasportatore era dotato di timoni di profondità e di direzione, di casse assetto e di strumentazione comprendente una bussola magnetica, un profondimetro, un orologio, un voltmetro, due amperometri ed una livella a bolla d'aria per il controllo dell'assetto longitudinale.
Il trasportatore era costituito da tre sezioni: nella prima, di forma arrotondata per favorire la navigazione del mezzo, era collocata la carica (300 kg circa di tritolite) con i relativi congegni di scoppio. Tale parte, chiamata testa di servizio, veniva staccata dal resto del mezzo e applicata sotto la chiglia della nave.
La parte centrale, di forma cilindrica denominata corpo centrale, conteneva le batterie ed esternamente le strutture sulle quali erano ricavati i posti per i due operatori. Nella terza, di forma tronco conica denominata coda, era alloggiato il motore e l'armatura che portava le eliche e i timoni.

## Profilo d'attacco

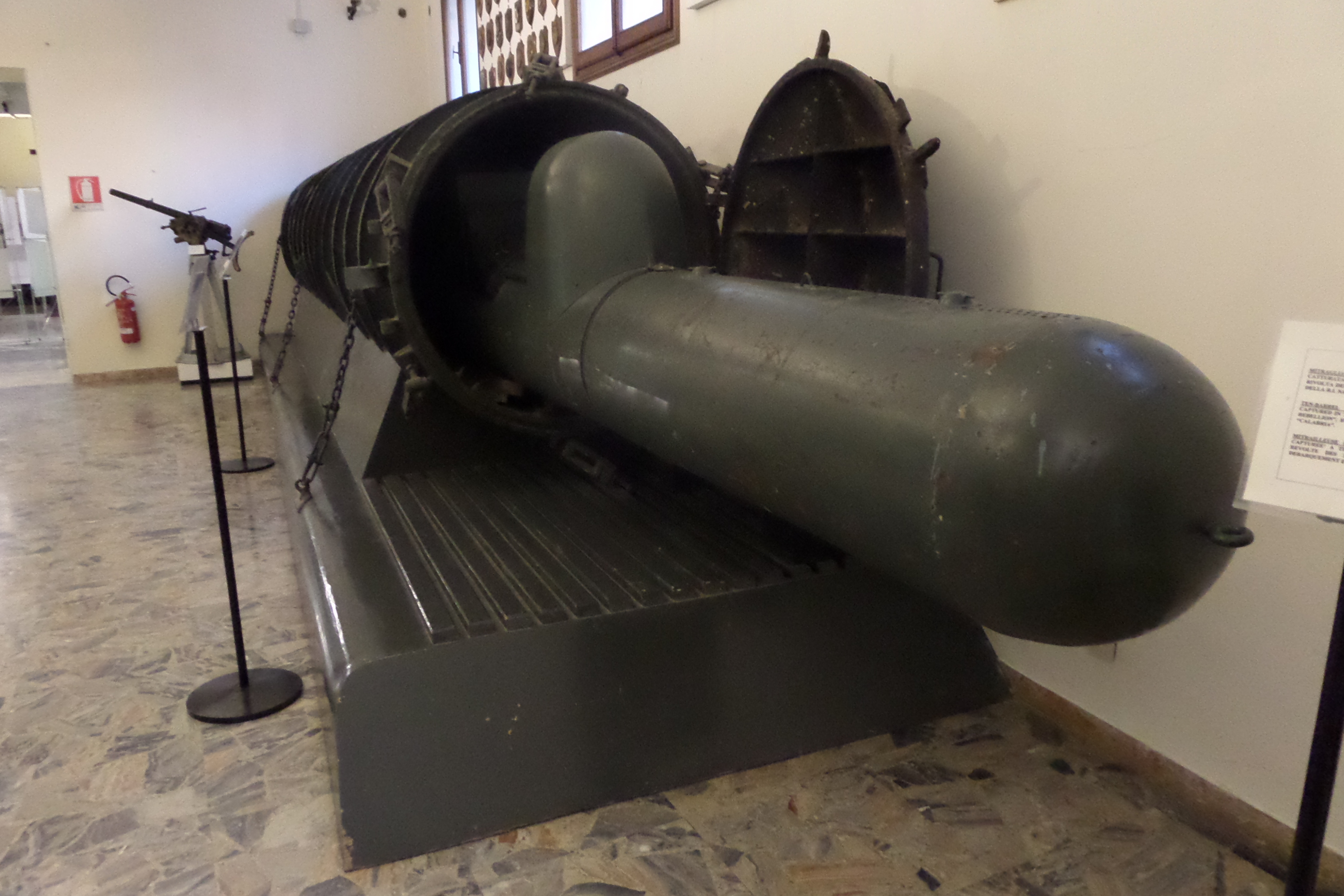
Cilindro contenitore del siluro a lenta corsa.

I siluri a lenta corsa sono chiusi in appositi cilindri a tenuta stagna, disposti sulla coperta del sommergibile avvicinatore, all'interno del quale si trovano gli assaltatori. Per mettere in mare i siluri a lenta corsa, il sommergibile deve avvicinarsi il più possibile al porto nemico, tenendo conto delle difficoltà naturali e di quelle costituite dalla difesa nemica.
Usciti dal sommergibile gli uomini estraggono i siluri a lunga corsa dai cilindri e si accertano che non abbiano subito danni durante la navigazione. Quindi procedono con gli stessi verso l'imboccatura del porto seguendo le indicazioni della bussola luminosa.

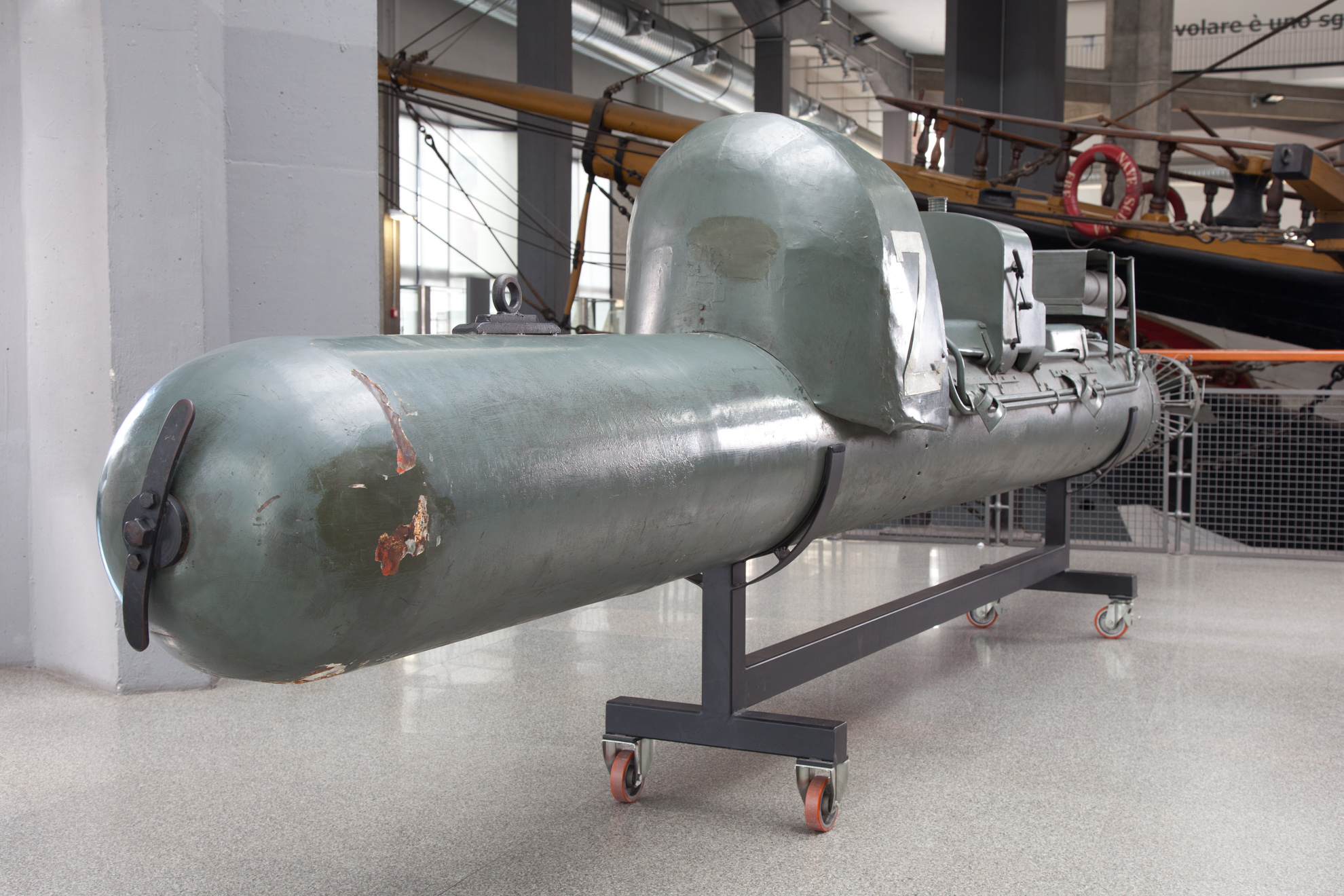
Modello di siluro guidato detto "maiale" esposto al Museo nazionale della scienza e della tecnologia Leonardo da Vinci di Milano

Durante l'avvicinamento l'equipaggio tiene la testa fuor d'acqua per orientarsi e per respirare l'aria naturale; intanto la velocità viene ridotta all'avvicinarsi del raggio di sorveglianza delle sentinelle nemiche. In caso di pericolo, il siluro a lenta corsa compie una rapida immersione sparendo sott'acqua.
All'imboccatura del porto si trova solitamente una rete di protezione, per oltrepassare la quale il "maiale" cerca un varco sottostante, se esiste, oppure viene creato sollevando la rete o tagliandola, con strumenti appositi ("alza-rete" e "taglia-rete"). Una volta all'interno del porto, a bassa velocità e con mezza testa fuor d'acqua ("quota occhiali") l'SLC si dirige verso il bersaglio assegnato (una nave) fino ad avvicinarsi ad una trentina di metri, dopo di che si immerge fin sotto la nave. Qui emerge lentamente fino a toccare la carena della nave bersaglio. 
Mentre il pilota controlla il "maiale", il secondo uomo procede a collocare una cima, fissata tramite tenaglie a vite alle due alette di rollio che stanno su ciascun fianco della carena. Una volta fissata la cima, il secondo stacca la testa del "maiale", dove si trova la carica con 300 kg di esplosivo, e la collega alla cima, sotto la carena della nave bersaglio, regolando la spoletta ad orologeria per le seguenti due ore e mezzo.
Dopo di che, l'equipaggio si allontana con il SLC emergendo lentamente e torna al sommergibile avvicinatore.

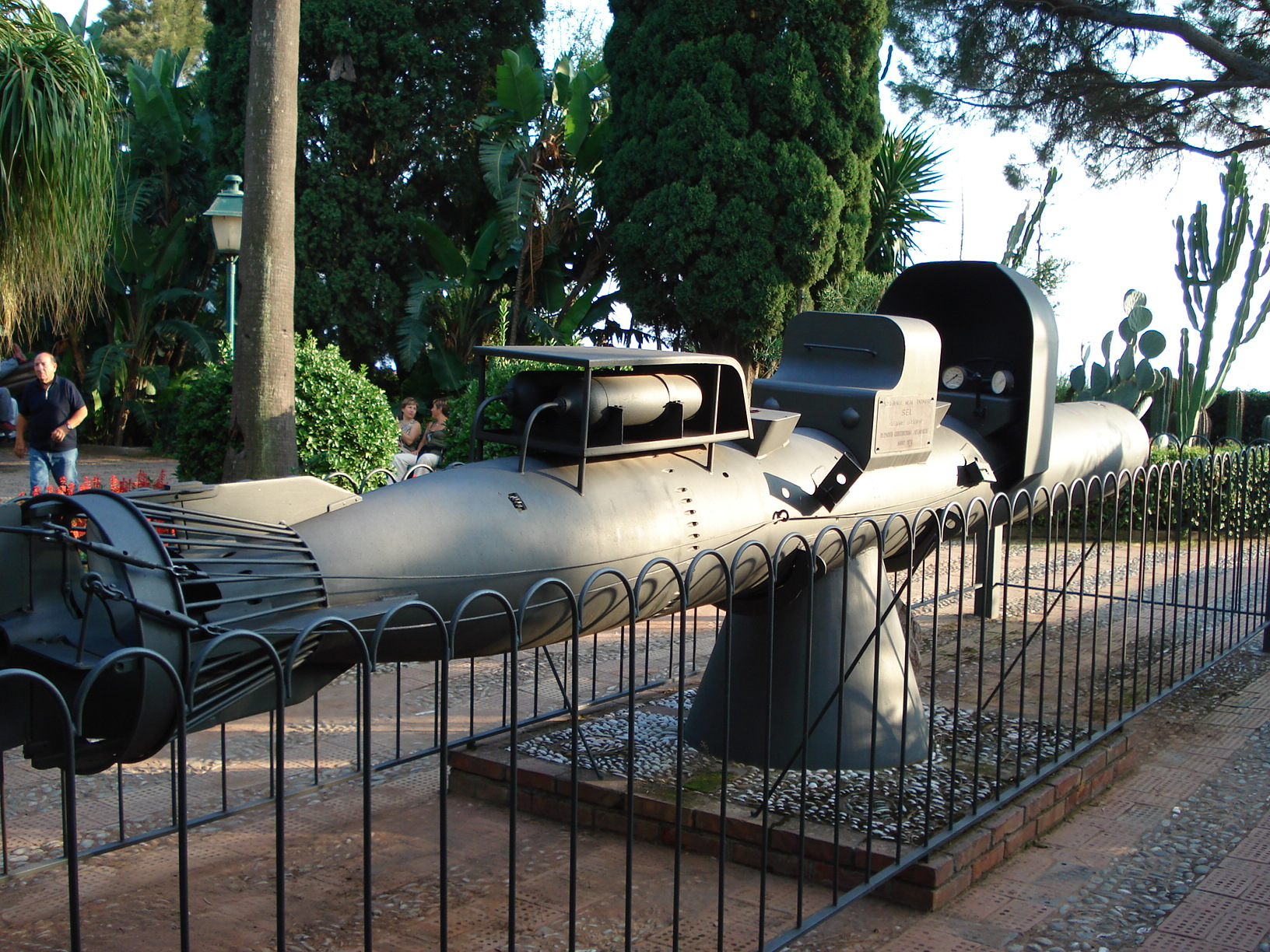
Esemplare esposto nei giardini pubblici di Taormina.
Una foto d'epoca dell'SLC
L'SLC, o maiale, in navigazione subacquea
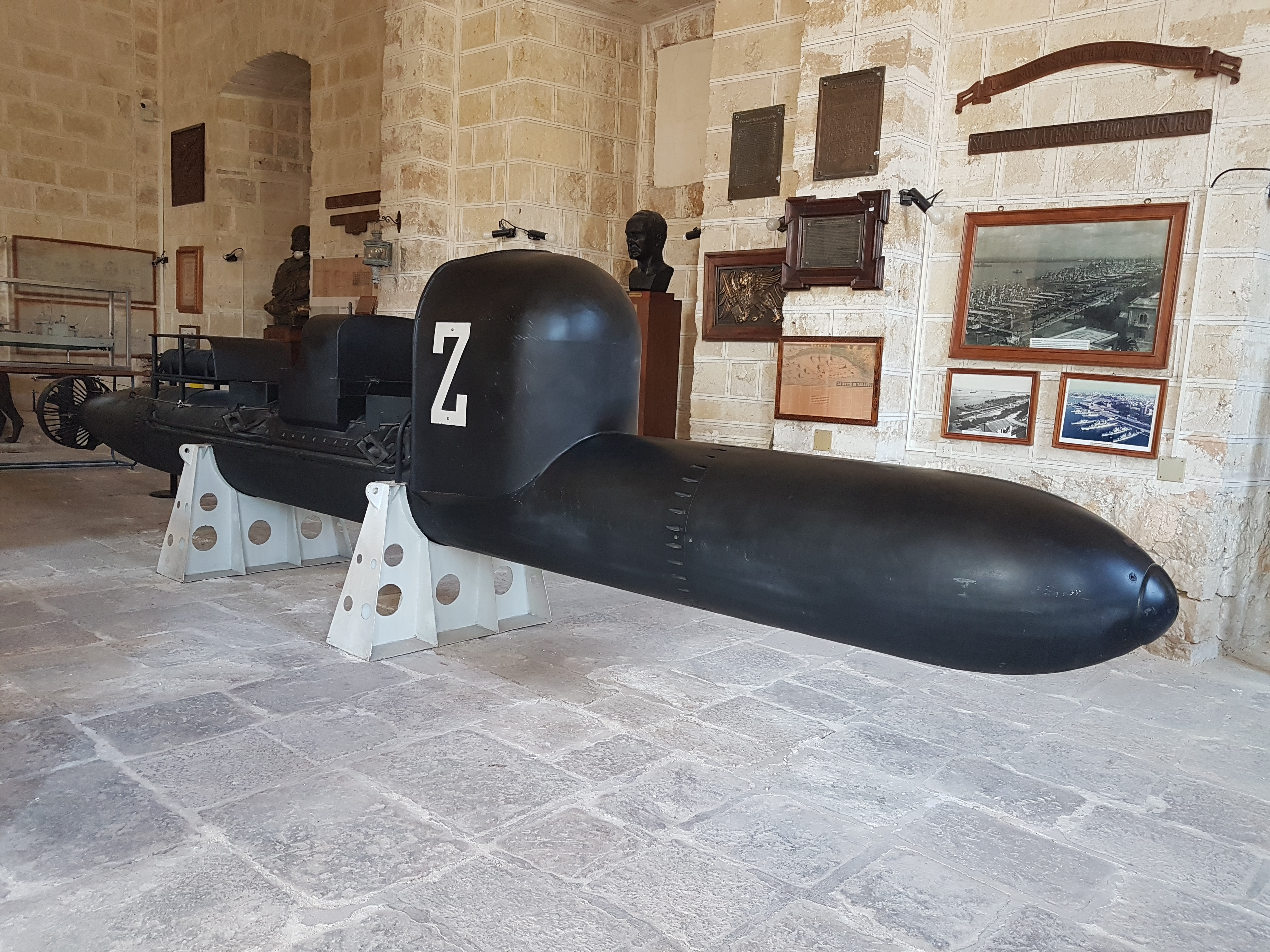
Esemplare esposto alla Mostra Storica Artigiana dell'Arsenale di Taranto